# Сервије Тулије
Сервије Тулије (лат. Servius Tullius) је био римски краљ који је владао у 6. веку п. н. е. Један је од ретких римских краљева чија историчност не долази у питање. Био је поштован у римској традицији као праведан краљ. Пореклом је био Етрурац и то је био последњи краљ Рима етрурског порекла. 
Традиција приписује Сервију Тулију поделу народа на пет или шест класа у центуријатским комицијама. Ова тимократска реформа, која се вероватно само приписује Сервију Тулију, обезбедила је боље представљање у скупштини оних грађана који су учествовали у одбрани државе. Грађани који су припадали сиромашним слојевима римског друштва, нису морали учествовати у одбрани отаџбине, и били су рђаво заступљени у центуријатској комицији. Традиција приписује Сервију Тулију изградњу одбрамбеног зида око свих 7 римских брежуљака дужине 5 миља са 19 врата.
Пребацио је из латинског града Ариције у Рим (на Авентин) култну светковину посвећен богињи Дијани. Тако је учврстио римски престиж међу Латинима. Завршио је Јупитеров храм на Капитолину (60 m дуг, 50 m широк).